# Tuc de Sacauva (Vilamòs)
|  | Aquest article tracta sobre cim de Tuc de Sacauva de Vilamòs. Vegeu-ne altres significats a «Tuc de Sacauva (Bausen)». |

El Tuc de Sacauva és una muntanya de 2.286 metres que es troba al municipi de Vilamòs, a la comarca de la Vall d'Aran.